# Against All Odds (2010)
Against All Odds (2010) foi um evento pay-per-view realizado pela Total Nonstop Action Wrestling, ocorreu no dia 14 de fevereiro de 2010 no Impact! Zone em Orlando, Florida. Sua frase lema foi: "The countdown to Lockdown begins". Esta foi a sexta edição da cronologia do Against All Odds.
Nas lutas principais A.J. Styles derrotou Samoa Joe para manter o TNA World Heavyweight Championship e D'Angelo Dinero derrotou Mr. Anderson para se tornar o desafiante número um pelo TNA World Heavyweight Championship no Lockdown.  

## Resultados
| #                           | Lutas                                                                                        | Estipulação                                           | Tempo |
| --------------------------- | -------------------------------------------------------------------------------------------- | ----------------------------------------------------- | ----- |
| 1                           | D'Angelo Dinero derrotou Desmond Wolfe (com Chelsea)                                         | Quartas-de-final do Eight Card Stud Tournament        | 07:39 |
| 2                           | Matt Morgan derrotou Hernandez                                                               | Quartas-de-final do Eight Card Stud Tournament        | 08:50 |
| 3                           | Mr. Anderson derrotou Kurt Angle                                                             | Quartas-de-final do Eight Card Stud Tournament        | 09:44 |
| 4                           | Abyss derrotou Mick Foley                                                                    | Quartas-de-final do Eight Card Stud Tournament        | 07:40 |
| 5                           | The Nasty Boys (Brian Knobbs e Jerry Sags) derrotaram Team 3D (Brother Ray e Brother Devon)  | Tag team match                                        | 10:39 |
| 6                           | D'Angelo Dinero derrotou Matt Morgan                                                         | Semi-final do Eight Card Stud Tournament              | 08:20 |
| 7                           | Mr. Anderson derrotou Abyss                                                                  | Semi-final do Eight Card Stud Tournament              | 08:07 |
| 8                           | A.J. Styles (c) (com Ric Flair) derrotou Samoa Joe (com Eric Bischoff como árbitro especial) | Singles match pelo TNA World Heavyweight Championship | 21:26 |
| 9                           | D'Angelo Dinero derrotou Mr.Anderson                                                         | Final do Eight Card Stud Tournament                   | 15:56 |
| (c) - Campeão antes da luta |                                                                                              |                                                       |       |